# Вайнорас, Раймондас
Раймондас Вайнорас (лит. Raimondas Vainoras; 16 июля 1965, Тельшяй) — советский и литовский футболист, защитник, тренер. Выступал за сборную Литвы.

## Биография
На детско-юношеском уровне занимался футболом в родном городе, а также в Таураге и Клайпеде. Тренеры — Миндаугас Себецкис, Рамунас Вайтекайтис. На взрослом уровне в советский период выступал преимущественно за команды чемпионата Литовской ССР среди КФК. С «Таурасом» в 1987 году стал победителем чемпионата республики. В начале 1988 года был приглашён в ведущую команду республики — вильнюсский «Жальгирис», но сыграл за него только один матч в Кубке Федерации — 3 апреля 1988 года против «Зенита». На уровне команд мастеров также играл за «Атлантас» (Клайпеда) во второй лиге, провёл 4 матча в 1989 году.
После выхода литовских команд из чемпионата СССР стал играть за «Сириюс» (Клайпеда) в высшей лиге Литвы. В 1990 году со своим клубом стал серебряным призёром чемпионата Прибалтики и победителем финального турнира чемпионата Литвы. В сезоне 1991/92 стал бронзовым призёром чемпионата. Финалист Кубка Литвы 1992/93.
Осенью 1993 года играл в высшей лиге Эстонии за таллинскую «Флору». Затем играл на родине за клубы из Каунаса — «ФБК Каунас» и «Инкарас». В составе «Инкараса» — чемпион Литвы 1994/95 и 1995/96. В 1997 году перешёл в российский клуб первого дивизиона «Сокол» (Саратов), где провёл два сезона. После возвращения из России выступал за ФБК/«Жальгирис» (Каунас), «Атлантас» (Клайпеда) и «Банга» (Гаргждай) в высшей лиге Литвы. В составе клуба из Каунаса — чемпион Литвы в осеннем сезоне 1999 года и бронзовый призёр сезона 1998/99. В конце карьеры играл в низших лигах за «Родовитас» (Клайпеда), часть сезона 2002 года провёл в составе аутсайдера высшей лиги Латвии «Ауда» (Рига).
В сборной Литвы дебютировал 5 марта 1992 года в товарищеском матче против Польши. Всего в 1992—1999 годах сыграл 44 матча за сборную (по другим источникам — 42 или 43). В трёх матчах — двух в 1992 году и одном в 1996 году был капитаном сборной.
После окончания игровой карьеры работал тренером в детских и любительских командах Клайпеды. В 2008 году был главным тренером сборной Литвы среди 17-летних. В 2014 году работал в тренерском штабе клуба «Гранитас» в высшей лиге.

## Достижения
- Чемпион Литвы: 1990, 1994/95, 1995/96, 1999
- Бронзовый призёр чемпионата Литвы: 1991/92, 1998/99
- Обладатель Кубка Литвы: 1990, 1994/95
- Финалист Кубка Литвы: 1992/93, 1995/96
- Чемпион Литовской ССР среди КФК: 1987

## Личная жизнь
Сын Эрикас (род. 1996) тоже стал футболистом, сыграл 11 матчей в А-лиге и много лет играл в клубах низших лиг.